# Adrián Cortés
Adrián Cortés Valdovino (ur. 19 listopada 1983 w mieście Meksyk) – meksykański piłkarz występujący na pozycji lewego obrońcy, obecnie zawodnik Puebli.

## Kariera klubowa
Cortés pochodzi z miasta Meksyk i jest wychowankiem stołecznego zespołu Cruz Azul, do którego akademii juniorskiej zaczął uczęszczać na treningi jako dwunastolatek. Do pierwszej drużyny został włączony w wieku dziewiętnastu lat przez trenera Enrique Mezę i w meksykańskiej Primera División zadebiutował 6 kwietnia 2003 w wygranym 3:1 spotkaniu z Tolucą. Nie potrafił sobie jednak wywalczyć miejsca w pierwszej ekipie i przez następne pięć lat pojawiał się na boiskach sporadycznie, regularnie występując wyłącznie w drugoligowych rezerwach klubu – Cruz Azul Oaxaca i Cruz Azul Hidalgo. W styczniu 2008 wyjechał do Peru; został ściągnięty przez Juana Reynoso – byłego kolegę z zespołu – na wypożyczenie do prowadzonego przez niego tamtejszego klubu Coronel Bolognesi z miasta Tacna. W peruwiańskiej Primera División zadebiutował 16 lutego 2008 w przegranej 1:2 konfrontacji z Alianzą Atlético, zaś ogółem barwy Bolognesi reprezentował jako podstawowy piłkarz przez pół roku, nie odnosząc większych sukcesów.
Latem 2008 Cortés powrócił do ojczyzny, na zasadzie wypożyczenia dołączając do ekipy Estudiantes Tecos z siedzibą w Guadalajarze, gdzie występował przez rok, przeważnie w roli rezerwowego. Po powrocie do Cruz Azul – w jesiennym sezonie Apertura 2009 – zdobył ze swoim zespołem tytuł wicemistrza Meksyku, natomiast w 2010 roku dotarł z nim do finału najbardziej prestiżowych rozgrywek północnoamerykańskiego kontynentu – Ligi Mistrzów CONCACAF. Premierowego gola w pierwszej lidze strzelił 18 września 2010 w wygranej 3:0 konfrontacji z Querétaro bezpośrednio z rzutu wolnego. Po raz drugi do finału północnoamerykańskiej Ligi Mistrzów doszedł również w 2011 roku, jednak przez niemal cały swój pobyt w Cruz Azul pełnił rolę głębokiego rezerwowego drużyny.
W styczniu 2013 Cortés udał się na wypożyczenie do Chivas de Guadalajara, gdzie także nie zdołał wywalczyć sobie miejsca w wyjściowej jedenastce, wobec czego już po upływie sześciu miesięcy został wypożyczony po raz kolejny – tym razem do beniaminka najwyższej klasy rozgrywkowej, Tiburones Rojos de Veracruz. Tam z kolei szybko został podstawowym defensorem ekipy, a za sprawą udanych występów po roku został wykupiony przez władze klubu z portowego miasta na stałe. W lipcu 2015 na zasadzie wypożyczenia przeniósł się do zespołu Puebla FC, z którym w 2015 roku zdobył superpuchar Meksyku – Supercopa MX, lecz pozostawał wyłącznie rezerwowym i nie zanotował żadnego ligowego występu. Wobec tego po pół roku został wypożyczony do drugoligowego Cafetaleros de Tapachula; tam grał przez pół roku jako podstawowy defensor, po czym (również na zasadzie wypożyczenia) powrócił do Puebli.

## Kariera reprezentacyjna
W listopadzie 2003 Cortés został powołany przez szkoleniowca Eduardo Rergisa do reprezentacji Meksyku U-20 na Młodzieżowe Mistrzostwa Świata w ZEA. Tam pozostawał wyłącznie głębokim rezerwowym drużyny i nie rozegrał w niej żadnego spotkania, za to jego kadra odpadła już w fazie grupowej, zajmując w niej ostatnie, czwarte miejsce, z bilansem remisu i dwóch porażek.

## Statystyki kariery
| Cruz Azul         | 2002–2003 | Meksyk | Liga MX          | 3   | 0  | —  | —        | —        | —  | —   | 3   | 0 |
| Cruz Azul         | 2003–2004 | Meksyk | Liga MX          | 6   | 0  | —  | —        | —        | —  | —   | 6   | 0 |
| Cruz Azul         | 2004–2005 | Meksyk | Liga MX          | 8   | 0  | —  | —        | —        | —  | —   | 8   | 0 |
| Cruz Azul         | 2005–2006 | Meksyk | Liga MX          | 5   | 0  | —  | —        | —        | —  | —   | 5   | 0 |
| Cruz Azul         | 2006–2007 | Meksyk | Liga MX          | 1   | 0  | —  | —        | —        | —  | —   | 1   | 0 |
| Cruz Azul         | 2007–2008 | Meksyk | Liga MX          | 0   | 0  | —  | —        | —        | —  | —   | 0   | 0 |
| Coronel Bolognesi | 2008      | Peru   | Primera División | 18  | 0  | —  | —        | CL       | 4  | 0   | 22  | 0 |
| UAG               | 2008–2009 | Meksyk | Liga MX          | 13  | 0  | 2  | 0        | —        | —  | —   | 15  | 0 |
| Cruz Azul         | 2009–2010 | Meksyk | Liga MX          | 9   | 0  | —  | —        | LMC      | 6  | 1   | 15  | 1 |
| Cruz Azul         | 2010–2011 | Meksyk | Liga MX          | 14  | 1  | —  | —        | LMC      | 6  | 2   | 20  | 3 |
| Cruz Azul         | 2011–2012 | Meksyk | Liga MX          | 20  | 2  | —  | —        | CL       | 6  | 1   | 26  | 3 |
| Cruz Azul         | 2012–2013 | Meksyk | Liga MX          | 1   | 0  | 6  | 0        | —        | —  | —   | 7   | 0 |
| Guadalajara       | 2012–2013 | Meksyk | Liga MX          | 3   | 0  | —  | —        | —        | —  | —   | 3   | 0 |
| Veracruz          | 2013–2014 | Meksyk | Liga MX          | 30  | 0  | 3  | 0        | —        | —  | —   | 33  | 0 |
| Veracruz          | 2014–2015 | Meksyk | Liga MX          | 21  | 0  | 3  | 0        | —        | —  | —   | 24  | 0 |
| Puebla            | 2015–2016 | Meksyk | Liga MX          | 0   | 0  | 6  | 0        | —        | —  | —   | 6   | 0 |
| Cafetaleros       | 2015–2016 | Meksyk | Ascenso MX       | 14  | 0  | —  | —        | —        | —  | —   | 14  | 0 |
| Puebla            | 2016–2017 | Meksyk | Liga MX          | 0   | 0  | 0  | 0        | —        | —  | —   | 0   | 0 |
| Ogółem            |           |        |                  |     |    |    |          |          |    |     |     |   |
| Meksyk            | Meksyk    | Meksyk | 148              | 3   | 20 | 0  | LMC + CL | 18       | 4  | 186 | 7   |   |
| Peru              | Peru      | Peru   | 18               | 0   | —  | —  | CL       | 4        | 0  | 22  | 0   |   |
| Ogółem            | Ogółem    | Ogółem | Ogółem           | 166 | 3  | 20 | 0        | CL + LMC | 22 | 4   | 208 | 7 |

Legenda:
- CL – Copa Libertadores
- LMC – Liga Mistrzów CONCACAF